# Venados Fútbol Club Yucatán
El Venados Fútbol Club Yucatán es un equipo de fútbol mexicano que participa en la Liga de Expansión MX. Tiene como sede el Estadio Carlos Iturralde Rivero en la ciudad de Mérida, en el estado de Yucatán.
El equipo surgió el 2 de septiembre de 1988 como los "Venados de Yucatán", cuando el Lic. Jorge Arana Palma, adquiere la franquicia de la Segunda División de México de los Alacranes Rojos de Apatzingán, y es durante esta etapa cuando se definen los colores que los identificarían hasta los días actuales, verde, amarillo y blanco. Durante esta primera temporada consiguen el subcampeonato de la Liga Premier, la temporada 1988-89 y el campeonato de la Primera División 'A' de México en 1998. Tras desaparecer en 2001 resurgió al año siguiente como "Atlético Yucatán", franquicia que venía de Chiapas llamada "Atlético Chiapas" pero solo duró una temporada esta nueva franquicia. En 2003, Francisco Ibarra, socio del equipo Nacional Tijuana, lo traslada a Mérida con el nombre Mérida FC.                                                                                       
Este club compitió durante 4 temporadas. En 2005,  se pone a la venta el equipo, y en 2006, la FMF lo adquiere. En 2008, apareció de nueva cuenta como "Mérida Fútbol Club", gracias a los hermanos Millet Reyes. Tras ganar el campeonato de la Segunda División de México en 2008, se fusionó con Monarcas Morelia, manteniendo el nombre de Mérida F. C. y colores de la institución. En 2011, el club sufrió varios cambios en la directiva, pasó de ser filial de Monarcas Morelia, a serlo del Atlante (solo por seis meses), el nombre sufrió una pequeña modificación a "Club de Fútbol Mérida", y entonces fue vendido en junio a Fernando San Román Cervantes, quien estuvo 4 años a cargo de la franquicia. En 2015, Rodolfo Rosas Cantillo y varios socios se hacen con el equipo, cambiándole el nombre a "Venados Fútbol Club Yucatán", y regresando a las raíces originales de la franquicia.

## Historia
El club apareció por primera vez en 1988 en la Segunda División de México como los "Venados de Yucatán", su debut fue contra los Azucareros de Tezonapa en el Estadio Jalisco con una derrota para los Ciervos con un marcador de 2-0. En su primera temporada, la Temporada 1988-89, de la mano de Mario Pérez Guadarrama, el equipo logró disputar la gran final de ascenso ante los Potros Neza de Víctor Manuel Vucetich. En el partido de ida celebrado el 8 de julio de 1989 en el Estadio Carlos Iturralde Rivero, el equipo de los Potros Neza se alzó con la victoria con gol de Guillermo Cantú. Una semana más tarde, el 15 de julio, se disputó el partido de vuelta en el Estadio Azulgrana, esta vez la victoria fue para los Venados con gol de Alonso "El Güero" Alonso. El ascenso se decidió en un tercer juego celebrado el 18 de julio en el Estadio Jalisco, los Venados cayeron por un marcador de 3-0, terminando el global 4-1 a favor de los Potros Neza.
Durante las siguientes temporadas el equipo sufrió tres veces un cambio en la presidencia, Jorge Arana Palma le dejó el equipo a Antonio Abraham Xacur quien para la Temporada 1991-92, se lo vendió a David Lago Ancona. Durante un tiempo, David Lago Ancona tuvo un conflicto con Efraín Lugo Ricalde, ya que este último decía que él era el propietario de la franquicia, al final se tramitó una sustitución en el certificado de afiliación y quedó como propietario Lugo Ricalde. Durante este tiempo el club se mantuvo estable, quedando casi siempre en los lugares medianos de la tabla general.
En 1994, la Segunda División se transformó en la Primera División 'A' de México. El primer partido de los Venados en esta nueva división fue el 7 de septiembre de 1994 ante los Caimanes de Tabasco, en el Estadio Olímpico de Villahermosa, Tabasco, el partido terminó empatado a un gol. Las anotaciones fueron concretadas por Salvador Benz por Tabasco y César Márquez por Yucatán. Los Venados iniciaron el partido con Hernán Palet, Ramiro Torres, Carlos Rivas, Martín Cruz, Rubén Cuevas, Jorge Prioti, Hugo Ortiz, Luis Orozco, Gonzalo López, Raúl Paredes y Lorenzo Sáez, bajo la dirección de José Luis Real. La primera victoria del club sucedió el 24 de septiembre de 1994, en el Estadio Olímpico Carlos Iturralde, cuando derrotaron un gol por cero a los Cañeros del Zacatepec tras jugarse la segunda fecha del campeonato. El único gol del partido lo concreto el argentino Lorenzo Sáez.
En el Invierno del 1998, el club llegó a la final de la Primera División 'A' ante las Chivas de Tijuana después de derrotar a los Correcaminos de la UAT en Cuartos de Final (2-2 global) y a los Tiburones Rojos de Veracruz en Semifinales (3-1). Tras empatar el partido de ida en Tijuana, Baja California, los dirigidos por Enrique López Zarza vencieron 1-0 a las Chivas de Tijuana en el "Estadio Carlos Iturralde Rivero" el 20 de diciembre de 1998, y con esto lograron el primer título profesional en la historia de la franquicia. El campeonato le dio la oportunidad al club de disputr en la Gran Final del Ascenso MX en 1999 contra el club de Unión de Curtidores, el marcador global fue de un marcador de 7-1 a favor de los Curtidores, con esto la franquicia se quedó a la orilla de la máxima categoría por segunda vez en su historia.
El equipo siguió peleando por alcanzar el ascenso, pero al final acabó por desaparecer en 2001. Yucatán estuvo durante una temporada sin un equipo de fútbol profesional, hasta que en la Temporada 2002-03, Antonino "Nino" Costanzo mudó la franquica del Atlético Chiapas a Mérida y la transformó en el Atlético Yucatán. Este nuevo equipo no tuvo los resultados deseados, y entonces Costanzo decidió regresarlo a Chiapas.
Tras desaparecer el Atlético Yucatán, los hermanos Arturo y Mauricio Millet Reyes querían mantener un equipo de la Primera División 'A' en Mérida, motivo por el cual invitaron a Francisco Ibarra de Quevedo, dueño del Nacional Tijuana, a trasladar su franquicia a Mérida, este aceptó y el equipo se convirtió en el Mérida Fútbol Club. El primer torneo corto en el que el Mérida FC participó fue el Apertura 2003, con el argentino Fernando Aldo Ortiz como entrenador. Al siguiente torneo, el Clausura 2004, el equipo llegó hasta las semifinales ante los Dorados de Sinaloa, el partido de ida se jugó el 14 de mayo en el "Estadio Carlos Iturralde Rivero" y el resultado fue de empate a un gol, con goles de Alejandro Leyva por el Mérida y del uruguayo naturalizado mexicano Héctor Giménez por los Dorados. El partido de vuelta se jugó el 21 de mayo, en el "Estadio Carlos González y González" de Culiacán, Sinaloa, ahí los Dorados, con un doblete de Héctor Giménez, vencieron a los Venados por marcador de 2-0, terminando el global 3-1. En este torneo se tuvo como técnico al yucateco Alonso Diego Molina.
Tras el Clausura 2005, los hermanos Millet anunciaron la venta el equipo a Irapuato, Guanajuato, debido a adeudos y los problemas económicos, derivados de las bajas entradas al estadio y el poco apoyo del gobierno a la organización. Un año después, en 2006, el equipo reaparece en la Segunda División y la temporada 2007-08, logró el campeonato de la Segunda División al derrotar a los Loros de la Universidad de Colima en tanda de penales y con esto obtuvo el ascenso a la Primera División 'A'.

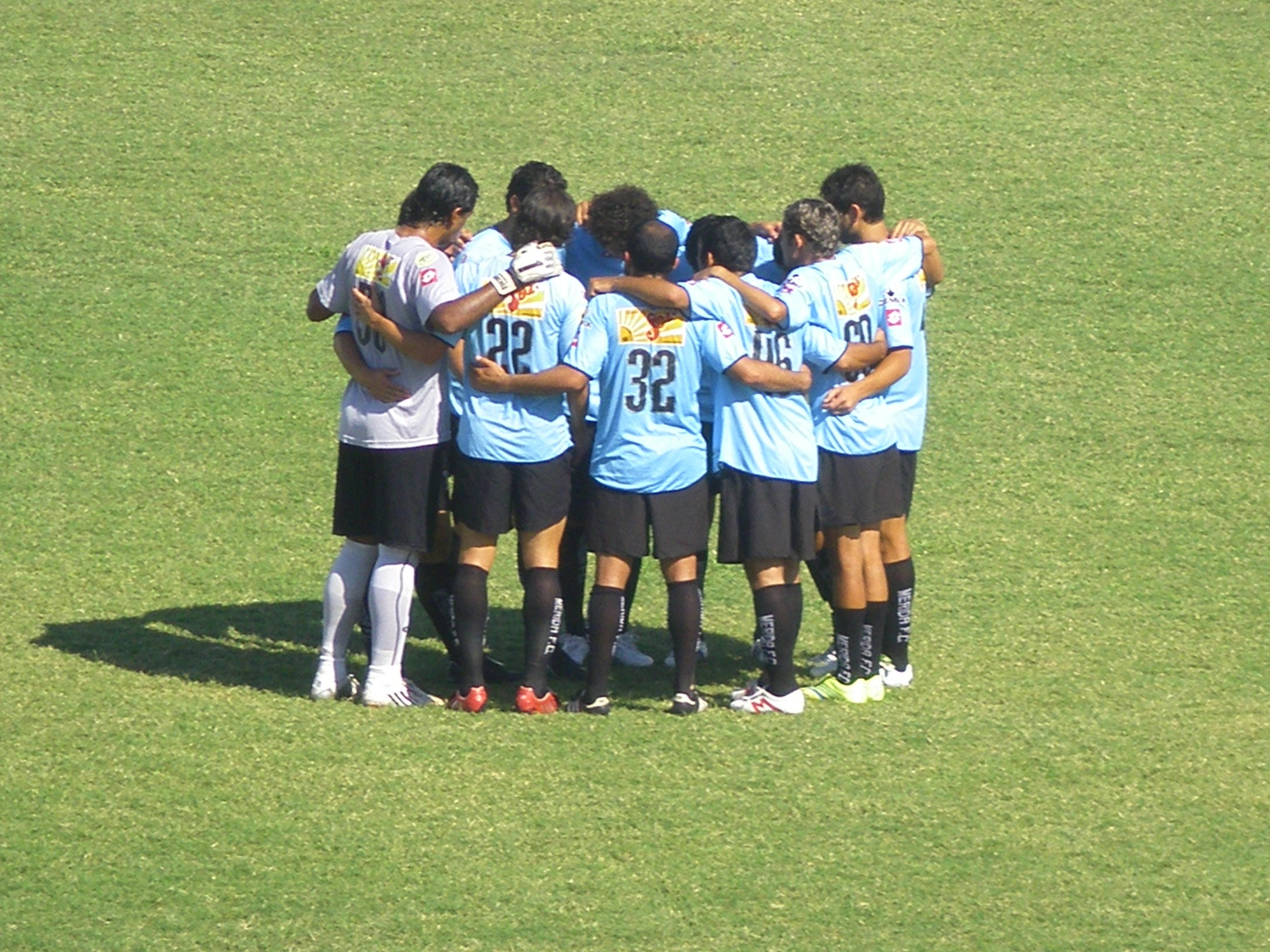
Los Venados durante un partido en 2009.

Para el Apertura 2008, el equipo decidió unirse a Monarcas Morelia A, que venía de descender y comprar la franquicia de Quéretaro, para beneficio mutuo. El equipo se mantuvo en Mérida y el Monarcas Morelia puso los jugadores. En su primer torneo fue eliminado en Cuartos de Final por el Club Tijuana. En el Torneo Clausura 2009 llegaron a la final y se enfrentaron de nueva cuenta ante el Tijuana, Mérida ganó el juego de ida con gol del "Perejita" López y el 24 de mayo, en el juego de vuelta en Tijuana, empataron a ceros lo que fue suficiente para lograr el campeonato de la Primera División 'A'. Mérida disputó la final por el ascenso ante el Querétaro, en el juego de ida perdieron 2-1, mientras que en el juego de vuelta logran un marcador de 1-0 a favor con un golazo de Pedro Luis Beltrán, lo que los llevó a tiempos extras, tras no haber goles, el encuentro se tuvo que definir en penales, donde el Querétaro se impuso con un marcador de 5-4, perdiendo así la oportunidad del ascenso.
Durante diciembre de 2010 y enero de 2011, se gestionó un cambio de franquicias entre las filiales de Monarcas Morelia y Atlante, como resultado de esto, Mérida F.C. fue trasladada a Ciudad Nezahualcóyotl, Estado de México, y se transformó en el club de los Toros Neza, mientras que la franquicia del Atlante UTN fue enviada a Mérida y se transformó en el "Club de Fútbol Mérida". Durante el Clausura 2011 el equipo fue administrado por Grupo Pegaso. De cara al Apertura 2011, Fernando San Román Cervantes compró la franquicia a Grupo Pegaso, y Juan Manuel Noya fue el seleccionado para tomar la presidencia del equipo.
Para el Clausura 2015, Juan Manuel Noya dejó el cargo de presidente del club y en su lugar llega el Lic. Rodolfo Rosas Cantillo. Para el Apertura 2015, la institución cambió su nombre de Club de Fútbol Mérida a Venados Fútbol Club, esto sucedió debido a que se buscó que la franquicia se enlazara más con el estado de Yucatán, y no sólo en la ciudad de Mérida.

## Estadio
Los "Venados" disputan sus partidos como local en el Estadio Carlos Iturralde Rivero. El estadio recibe este nombre en honor a Carlos Iturralde Rivero, primer futbolista yucateco en jugar en la Selección Mexicana. Fue inaugurado en 1987 con un partido entre el CUM y la escuela Modelo, escuadras de gran tradición en el fútbol de Yucatán; cuenta con una capacidad aproximada para 20 000 espectadores y palcos para directivos tanto locales como visitantes, al igual que para espacios de prensa. El primer gol en la historia del estadio fue anotado por el yucateco Alonso Diego Molina.

### Otras sedes
En el pasado, los Venados también han disputado partidos del Ascenso MX en el Estadio Alonso Diego Molina, ubicado en la Hacienda Tamanche al norte de Mérida, Yucatán.

## Denominaciones
A lo largo de su historia, los "Venados" han visto como el nombre de la institución había sido distinto hasta su denominación vigente desde 1988. El club se fundó bajo el nombre de Venados de Yucatán. A continuación, se listan las distintas denominaciones de las que ha dispuesto el club a lo largo de su historia:
- Venados de Yucatán: (1988-01) Nombre oficial cuando la franquicia debuta en la Segunda División de México.
- Mérida Fútbol Club: (2003-11) Nombre oficial cuando los hermanos Arturo y Mauricio Millet Reyes llevan la franquicia de Nacional Tijuana a Mérida, Yucatán.
- Club de Fútbol Mérida: (2011-15) Nombre oficial cuando Fernando San Román Cervantes adquiere la franquicia.
- Venados Fútbol Club Yucatán: (2015-Act.) Nombre oficial cuando llega Rodolfo Rosas Cantillo a la presidencia.

## Presidentes
- Jorge Arana Palma: (1988-1989)
- Antonio Abraham Xacur: (1989-1991)
- David Lago Ancona: (1991-1997)
- Efraín Lugo Ricalde: (1998-2001)
- Antonino Costanzo Ceballos: (2002-03)
- Arturo y Mauricio Millet Reyes: (2003-10)
- Miguel Ángel Couchonal: (2011)
- Juan Manuel Noya: (2011-2014)
- Rodolfo Rosas Cantillo: (2015-Act.)

## Jugadores

### Altas y bajas: Apertura 2025
| Altas              | Altas         | Altas                | Altas    |
| Jugador            | Posición      | Procedencia          | Tipo     |
| ------------------ | ------------- | -------------------- | -------- |
| Arturo Delgado     | Portero       | F.C. Juárez          | ?        |
| Dennys Navarrete   | Defensa       | Tlaxcala F.C.        | Libre    |
| Juan García Sancho | Defensa       | Atlético Morelia     | Traspaso |
| Jonathan Levin     | Defensa       | Alebrijes de Oaxaca  | Traspaso |
| Paul Galván        | Mediocampista | Atlante F.C.         | Libre    |
| Ferney Angulo      | Mediocampista | Boca Juniors de Cali | Libre    |
| Adolfo Domínguez   | Mediocampista | Celaya F.C.          | Libre    |
| Juan José Calero   | Delantero     | Mineros de Zacatecas | Traspaso |
| César López        | Delantero     | Club Necaxa          | Préstamo |
| Gael Acosta        | Delantero     | Panachaiki GE        | Libre    |

| Bajas           | Bajas         | Bajas                | Bajas           |
| Jugador         | Posición      | Destino              | Tipo            |
| --------------- | ------------- | -------------------- | --------------- |
| Raúl Gudiño     | Portero       | Bandera de ?         | Fin de contrato |
| Héctor Sandoval | Defensa       | Tigres de Álica F.C. | Fin de contrato |
| Marco García    | Mediocampista | Atlante F.C.         | Traspaso        |
| Jesús López     | Mediocampista | Mineros de Zacatecas | Traspaso        |
| Luis Calzadilla | Mediocampista | C.F. Pachuca         | Fin de préstamo |
| Sleyther Lora   | Delantero     | Atlético Huila       | Préstamo        |
| Diego Pineda    | Delantero     | Alebrijes de Oaxaca  | Traspaso        |

## Uniforme

### Uniformes actuales
- Uniforme local: Camiseta amarilla, pantalón y medias blancas.
- Uniforme visitante: Camiseta, pantalón y medias negras.
- Uniforme alternativo: Camiseta celeste, pantalón y medias negras.

| Local | Visita | Alternativo |  |

### Uniformes Anteriores
| Uniformes Anteriores | Uniformes Anteriores | Uniformes Anteriores | Uniformes Anteriores | Uniformes Anteriores | Uniformes Anteriores | Uniformes Anteriores | Uniformes Anteriores | Uniformes Anteriores | Uniformes Anteriores | Uniformes Anteriores | Uniformes Anteriores |
| -------------------- | -------------------- | -------------------- | -------------------- | -------------------- | -------------------- | -------------------- | -------------------- | -------------------- | -------------------- | -------------------- | -------------------- |
| 2021-2022            |                      |                      |                      |                      |                      |                      |                      |                      |                      |                      |                      |
| Local                | Visita               | Alternativo          |                      |                      |                      |                      |                      |                      |                      |                      |                      |
| 2019-2021            |                      |                      |                      |                      |                      |                      |                      |                      |                      |                      |                      |
| Local                | Visita               | Alternativo          |                      |                      |                      |                      |                      |                      |                      |                      |                      |
| 2018-2019            |                      |                      |                      |                      |                      |                      |                      |                      |                      |                      |                      |
| Local                | Visita               | Alternativo          |                      |                      |                      |                      |                      |                      |                      |                      |                      |
| 2017-2018            |                      |                      |                      |                      |                      |                      |                      |                      |                      |                      |                      |
| Local                | Visita               | Alternativo          |                      |                      |                      |                      |                      |                      |                      |                      |                      |
| 2016-2017            |                      |                      |                      |                      |                      |                      |                      |                      |                      |                      |                      |
| Local                | Visita               | Alternativo          |                      |                      |                      |                      |                      |                      |                      |                      |                      |
| 2015-2016            |                      |                      |                      |                      |                      |                      |                      |                      |                      |                      |                      |
| Primer Uniforme      | Segundo Uniforme     | Tercer Uniforme      |                      |                      |                      |                      |                      |                      |                      |                      |                      |

| Período     | Proveedor         |
| ----------- | ----------------- |
| 2008-10     | Bandera de Italia |
| 2010        | Foursport         |
| 2011-12     | Bandera de México |
| 2013        | Bandera de Italia |
| 2014 - 2016 | Foursport         |
| 2016 - 2017 | Spiro Sportwear   |
| 2017 - 2021 | U Sport           |
| 2021 - 2024 | Spiro Sportwear   |
| 2024 - act. | Bandera de España |

| Período     | Patrocinio     |
| ----------- | -------------- |
| 2008 - 10   | Unefón         |
| 2010        | UXMAL          |
| 2011 - 12   | ETN            |
| 2013 - 2018 | ADO            |
| 2018 - 2019 | Tony Roma's    |
| 2019 - Act. | Yucatán Travel |

### Otros patrocinadores
- ADO
- Boston's Pizza
- Carl's Jr.
- Electrolit
- Ciudad Maderas
- E-Stom
- Aeroméxico
- Mérida, unida por más
- Hacienda Teya
- Coca-Cola
- Grupo R4
- Lapa Lapa Restaurante & Bar
- Mediotiempo
- Nus-Káh
- Corona Extra
- Sportsworld
- Texas Roadhouse
- Caliente
- Powerade
- Puerto Lindo
- Totalplay
- Vive Laboratorios
- Pinturas Berel
- Abarrotes Dunosusa
- SIMCA
- Johnny Rockets
- Repostería Fina Tere Cazola

## Palmarés
Torneos Oficiales 
| Competición Nacional             | Títulos                       | Subcampeonatos   |
| -------------------------------- | ----------------------------- | ---------------- |
| Ascenso MX (2/0)                 | Invierno 1998, Clausura 2009. |                  |
| Campeón De Ascenso (0/2)         |                               | 1998-99, 2008-09 |
| Segunda División de México (0/1) |                               | 1988-89          |

## Datos Del Club

### Máximos goleadores históricos
| #  | Jugador           | Período                      | Total | LMX | CPA | ASC |
| -- | ----------------- | ---------------------------- | ----- | --- | --- | --- |
| 1  | Diego Olsina      | 2003 –2004, 2008 – 2009      | 27    | –   | –   | 27  |
| 2  | Luciano Nequecaur | 2017 – 2018, 2022 – Presente | 25    | –   | 1   | 24  |
| 3  | Éver Guzmán       | 2009 – 2010, 2011– 2012      | 23    | –   | –   | 23  |
| 4  | Freddy Martin     | 2013 – 2014, 2015 – 2016     | 22    | –   | 8   | 14  |
| 5  | Rodrigo Prieto    | 2003 – 2005, 2019–2021       | 21    | –   | 1   | 20  |
| 6  | Ulices Briceño    | 2014 – 2018                  | 20    | –   | 6   | 14  |
| 7  | Aldo Polo         | 2014 – 2016, 2017 – 2020     | 20    | –   | 5   | 15  |
| 8  | Sleyther Lora     | 2021 – Presente              | 21    | –   | –   | 21  |
| 9  | Mauro Pérez       | 2021 – Presente              | 18    | –   | –   | 18  |
| 10 | Roberto Saucedo   | 2004 – 2005, 2008 – 2009     | 17    | –   | –   | 17  |

## Temporadas
| Apertura 2008              | 2.Ascenso MX           | 2°. (Cuartos)          |                |
| Clausura 2009              | 2.Ascenso MX           | 1.º (Campeón)          |                |
| Apertura 2009              | 2.Ascenso MX           | 8°.                    |                |
| Bicentenario 2010          | 2.Ascenso MX           | 10°.                   |                |
| Apertura 2010              | 2.Ascenso MX           | 16°.                   |                |
| Clausura 2011              | 2.Ascenso MX           | 13°.                   |                |
| Apertura 2011              | 2.Ascenso MX           | 15°.                   |                |
| Clausura 2012              | 2.Ascenso MX           | 2°. (Cuartos)          |                |
| Apertura 2012              | 2.Ascenso MX           | 5°. (Cuartos)          | 9°.            |
| Clausura 2013              | 2.Ascenso MX           | 12°.                   | 13°.           |
| Apertura 2013              | 2.Ascenso MX           | 4°. (Cuartos)          | 10°. (Cuartos) |
| Clausura 2014              | 2.Ascenso MX           | 9°.                    | 11°.           |
| Apertura 2014              | 2.Ascenso MX           | 13°.                   | 1.º (Cuartos)  |
| Clausura 2015              | 2.Ascenso MX           | 4°. (Cuartos)          | 7°. (Cuartos)  |
| Apertura 2015              | 2.Ascenso MX           | 13°.                   | 22°.           |
| Clausura 2016              | 2.Ascenso MX           | 9°.                    | 8°.            |
| Apertura 2016              | 2.Ascenso MX           | 12°.                   | 23°.           |
| Clausura 2017              | 2.Ascenso MX           | 16°.                   | Grupos         |
| Apertura 2017              | 2.Ascenso MX           | 7°. (Cuartos)          | No             |
| Clausura 2018              | 2.Ascenso MX           | 11°.                   | Grupos         |
| Apertura 2018              | 2.Ascenso MX           | 14°.                   | Grupos         |
| Clausura 2019              | 2.Ascenso MX           | 6°. (Semifinal)        | No             |
| Apertura 2019              | 2.Ascenso MX           | 13°.                   | (Octavos)      |
| Guard1anes 2020            | 2.Liga de Expansión MX | 11°. (Reclasificación) |                |
| Guard1anes Clausura 2021   | 2.Liga de Expansión MX | 12°. (Reclasificación) |                |
| Grita México Apertura 2021 | 2.Liga de Expansión MX | 9°. (Cuartos)          |                |
| Grita México Clausura 2022 | 2.Liga de Expansión MX | 10°. (Reclasificación) |                |
| Apertura 2022              | 2.Liga de Expansión MX | 7°. (Cuartos)          |                |
| Clausura 2023              | 2.Liga de Expansión MX | 9°. (Reclasificación)  |                |
| Apertura 2023              | 2.Liga de Expansión MX | 8°. (Cuartos)          |                |
| Clausura 2024              | 2.Liga de Expansión MX | 1.° (Cuartos)          |                |
| Apertura 2024              | 2.Liga de Expansión MX | 5.° (Cuartos)          |                |
| Clausura 2025              | 2.Liga de Expansión MX | 6.° (Cuartos)          |                |

## Venados "B"
| Temporada | División  | Posición                    |
| --------- | --------- | --------------------------- |
| 2015/2016 | 5.Tercera | 5o. Grupo I                 |
| 2016/2017 | 5.Tercera | 5o. GI (Cuartos)            |
| 2017/2018 | 5.Tercera | 4o. GI (Sesentaicuatroavos) |
| 2018/2019 | 5.Tercera | 3o. GI (Octavos)            |
| 2019/2020 | 5.Tercera | 6o. Grupo I                 |